# Antonio Casertano
Antonio Casertano (Capoue, 20 décembre 1863 – Naples, 13 décembre 1939) est un homme politique italien.

## Biographie
Il est président de la Chambre des députés italienne de 1925 à 1929, puis est nommé sénateur par Victor-Emmanuel III.